# ルー・フェリグノ
ルー・フェリグノ（Lou Ferrigno [fəˈrɪɡnoʊ], 1951年11月9日 - ）はアメリカ合衆国ニューヨーク市ブルックリン出身の俳優、元ボディビルダー。イタリア系アメリカ人。日本では「Ferrigno」を「フェリグノ」と表記するが、本来のイタリア語での発音は「フェリーニョ」である。

## 来歴
1971年ボディビルデビュー。ボディビルのアマチュアのトップ大会「ミスター・ユニバース」優勝。最高位はミスター・オリンピア2位(1974年)。1996年ボディビル引退。
アメリカン・コミックが原作のテレビドラマ『超人ハルク』で、主人公が変身したハルク（全身が緑色の巨人）を演じて一躍有名になった。同作品が2003年に映画化された際には、ハルクはCGで描かれたが、警備員役で顔を見せている。

## 主な出演作品
- アーノルド・シュワルツェネッガーの鋼鉄の男 - Pumping Iron （1977年）
- 超人ハルク - The Incredible Hulk （1977年 - 1982年）
- 超人ヘラクレス - Hercules （1983年、ヘラクレス役）
- 世にも不思議なアメージング・ストーリー - Amazing Stories (1985年、ハルク役）
- 新 超人ハルク 勇者伝説 - The Incredible Hulk Returns （1988年、ハルク役）
- 超人ハルク'90 - The Trial of the Incredible Hulk （1989年、ハルク役）
- スーパーフォース2 - Super Force （1990年、Uジーン役）
- 超人ハルク 最後の闘い - The Death of the Incredible Hulk （1990年、ハルク役）
- 超人ハルク - The Incredible Hulk （1996年、ハルク役、テレビアニメ）
- ハルク - Hulk （2003年、警備員役）
- インクレディブル・ハルク - The Incredible Hulk （2008年、ハルクの声、警備員役）
- 40男のバージンロード - I Love You, Man（2009年、本人役）※日本劇場未公開
- アドベンチャー・タイム - Adventure Time with Finn & Jake （2010 - 2016年、ビリー役、テレビアニメ）
- アベンジャーズ - The Avengers （2012年、ハルクの声）
- アベンジャーズ/エイジ・オブ・ウルトロン - Avengers: Age of Ultron （2015年、ハルクの声）
- ぼくらベアベアーズ - We Bare Bears （2016年、ポール役、テレビアニメ）
- マイティ・ソー バトルロイヤル - Thor: Ragnarok （2017年、ハルクの声）
- アベンジャーズ/インフィニティ・ウォー - Avengers: Infinity War （2018年、ハルクの声）
- ジ・オファー / ゴッドファーザーに賭けた男 The Offer  (2022年)